# Адсорбційний індикатор
Адсорбці́йний індика́тор (рос. адсорбционный индикатор, англ. adsorption indicator) — хімічний індикатор, який адсорбується чи десорбується зі зміною кольору, що супроводжує цей процес в точці еквівалентності або поблизу неї.
Прикладом адсорбційного індикатора є дихлорофлуоресцеїн. Доданий при титруванні розчину NaCl нітратом срібла, він адсорбується на поверхні осаду щойно з'являється в розчині надлишок йонів Ag+, які огортають поверхню AgCl, роблячи її електропозитивно — це сприяє адсорбції аніонів дихлорофлуоресцеїну на осаді зі зміною при цьому кольору індикатора від жовто-зеленого до рожевого.